# Okorág
Okorág is een plaats (község) en gemeente in het Hongaarse comitaat Baranya. Okorág telt 181 inwoners (2001).